# 锡尔宁河畔圣玛格丽滕
锡尔宁河畔圣玛格丽滕是奥地利下奥地利州圣帕尔滕兰县的一个市镇。总面积14.56平方公里，总人口1039人，人口密度71.4人/平方公里（2005年）。